# دغيم (اسم)
دغيم هو اسم علم مذكر من أصل عربي، ومعناه هو أسود الوجه أو أسود الأنف.

## شخصيات تحمل الاسم
- دغيم الرشيدي (لاعب كرة قدم كويتي)
- دغيم الظلماوي

## وصلات خارجية
- موسوعة السلطان قابوس لأسماء العرب نسخة محفوظة 5 أبريل 2019 على موقع واي باك مشين.